# Élections législatives de 1993 dans les Pyrénées-Atlantiques
Les élections législatives françaises de 1993 se déroulent les 21 et 28 mars 1993. Dans le département des Pyrénées-Atlantiques, six députés sont à élire dans le cadre de six circonscriptions.

## Élus
| Circonscription | Député sortant       | Parti | Parti     | Député élu ou réélu  | Parti | Parti     |
| --------------- | -------------------- | ----- | --------- | -------------------- | ----- | --------- |
| 1re             | René Cazenave        |       | PS        | Jean Gougy           |       | RPR       |
| 2e              | François Bayrou      |       | UDF (CDS) | François Bayrou      |       | UDF (CDS) |
| 3e              | André Labarrère      |       | PS        | André Labarrère      |       | PS        |
| 4e              | Michel Inchauspé     |       | RPR       | Michel Inchauspé     |       | RPR       |
| 5e              | Alain Lamassoure     |       | UDF (PR)  | Alain Lamassoure     |       | UDF (PR)  |
| 6e              | Michèle Alliot-Marie |       | RPR       | Michèle Alliot-Marie |       | RPR       |

## Positionnement des partis
Les candidats d'alliance RPR-UDF et divers droite se présentent sous la bannière de l'Union pour la France et ceux du Parti socialiste derrière l'Alliance des Français pour le Progrès. Enfin, Les Verts et Génération écologie s'unissent sous l'étiquette Entente des écologistes.

## Résultats

### Résultats à l'échelle du département
| Parti          | Parti                                       | Premier tour | Premier tour | Second tour | Second tour | Sièges |
| Parti          | Parti                                       | Voix         | %            | Voix        | %           | Sièges |
| -------------- | ------------------------------------------- | ------------ | ------------ | ----------- | ----------- | ------ |
|                | Rassemblement pour la République            | 66 173       | 23,28        | 53 198      | 23,20       | 3      |
|                | Union pour la démocratie française          | 41 639       | 14,65        | 52 938      | 23,08       | 2      |
|                | Centre national des indépendants et paysans | 19 969       | 7,02         | 26 850      | 11,71       | 0      |
|                | Divers droite                               | 11 121       | 3,91         |             |             | 0      |
|                | Union pour la France                        | 138 902      | 48,86        | 132 986     | 57,99       | 5      |
|                |                                             |              |              |             |             |        |
|                | Parti socialiste                            | 63 266       | 22,25        | 96 359      | 42,01       | 1      |
|                | Alliance des Français pour le progrès       | 63 266       | 22,25        | 96 359      | 42,01       | 1      |
|                |                                             |              |              |             |             |        |
|                | Génération écologie                         | 9 062        | 3,19         |             |             | 0      |
|                | Les Verts                                   | 8 415        | 2,96         | 0           |             |        |
|                | Entente des écologistes                     | 17 477       | 6,15         |             |             | 0      |
|                |                                             |              |              |             |             |        |
|                | Front national                              | 22 467       | 7,90         |             |             | 0      |
|                | Parti communiste français                   | 17 655       | 6,21         | 0           |             |        |
|                | Régionaliste                                | 8 373        | 2,95         | 0           |             |        |
|                | Divers                                      | 7 481        | 2,63         | 0           |             |        |
|                | Le Trèfle - Les nouveaux écologistes        | 7 105        | 2,50         | 0           |             |        |
|                | Extrême gauche dont LCR et LO               | 1 566        | 0,55         | 0           |             |        |
|                |                                             |              |              |             |             |        |
| Inscrits       | Inscrits                                    | 426 812      | 100,00       | 347 069     | 100,00      | 6      |
| Abstentions    | Abstentions                                 | 126 189      | 29,57        | 101 075     | 29,12       |        |
| Votants        | Votants                                     | 300 623      | 70,43        | 245 994     | 70,88       |        |
| Blancs et nuls | Blancs et nuls                              | 16 331       | 5,43         | 16 649      | 6,77        |        |
| Exprimés       | Exprimés                                    | 284 292      | 94,57        | 229 345     | 93,23       |        |

### Résultats par circonscription

#### Première circonscription (Pau-Centre)
| Candidat       | Candidat                | Parti          | Premier tour | Premier tour | Second tour | Second tour |  |
| Candidat       | Candidat                | Parti          | Voix         | %            | Voix        | %           |  |
| -------------- | ----------------------- | -------------- | ------------ | ------------ | ----------- | ----------- |  |
|                | Jean Gougy élu          | RPR (UPF)      | 17 064       | 43,52        | 22 611      | 57,58       |  |
|                | René Majesté            | PS (ADFP)      | 8 824        | 22,5         | 16 655      | 42,42       |  |
|                | Pierre Esposito         | FN             | 4 331        | 11,04        |             |             |  |
|                | Bernard Laclau-Lacrouts | GÉ (EÉ)        | 3 123        | 7,96         |             |             |  |
|                | Bernard Ferrer          | PCF            | 2 062        | 5,26         |             |             |  |
|                | Raymond Monedi          | Divers droite  | 1 587        | 4,05         |             |             |  |
|                | Jacqueline Maysounave   | LT-LNÉ         | 1 185        | 3,02         |             |             |  |
|                | Pierre Ruscassie        | LCR            | 658          | 1,68         |             |             |  |
|                | Louis Halary            | UDI            | 298          | 0,76         |             |             |  |
|                | Gérard Kientz           | PLN            | 82           | 0,21         |             |             |  |
|                |                         |                |              |              |             |             |  |
| Inscrits       | Inscrits                | Inscrits       | 61 037       | 100,00       | 61 037      | 100,00      |  |
| Abstentions    | Abstentions             | Abstentions    | 19 384       | 31,76        | 18 504      | 30,32       |  |
| Votants        | Votants                 | Votants        | 41 653       | 68,24        | 42 533      | 69,68       |  |
| Blancs et nuls | Blancs et nuls          | Blancs et nuls | 2 439        | 5,86         | 3 267       | 7,68        |  |
| Exprimés       | Exprimés                | Exprimés       | 39 214       | 94,14        | 39 266      | 92,32       |  |

#### Deuxième circonscription (Pau-Est)
| Candidat       | Candidat                      | Parti          | Premier tour | Premier tour | Second tour | Second tour |  |
| Candidat       | Candidat                      | Parti          | Voix         | %            | Voix        | %           |  |
| -------------- | ----------------------------- | -------------- | ------------ | ------------ | ----------- | ----------- |  |
|                | François Bayrou sortant réélu | UDF (CDS)      | 20 111       | 46,49        | 26 486      | 61,22       |  |
|                | Georges Labazée               | PS (ADFP)      | 9 890        | 22,86        | 16 775      | 38,78       |  |
|                | Jacques Henriot               | FN             | 3 699        | 8,55         |             |             |  |
|                | Michel Cantet                 | Divers droite  | 3 246        | 7,5          |             |             |  |
|                | Jean-Marc Trély               | Les Verts (EÉ) | 2 719        | 6,29         |             |             |  |
|                | Sylvano Marian                | PCF            | 2 325        | 5,37         |             |             |  |
|                | Patrice Diot                  | LT-LNÉ         | 1 122        | 2,59         |             |             |  |
|                | Jean-Paul Cazaux              | PLN            | 153          | 0,35         |             |             |  |
|                |                               |                |              |              |             |             |  |
| Inscrits       | Inscrits                      | Inscrits       | 63 451       | 100,00       | 63 443      | 100,00      |  |
| Abstentions    | Abstentions                   | Abstentions    | 17 531       | 27,63        | 16 874      | 26,6        |  |
| Votants        | Votants                       | Votants        | 45 920       | 72,37        | 46 569      | 73,4        |  |
| Blancs et nuls | Blancs et nuls                | Blancs et nuls | 2 655        | 5,78         | 3 308       | 7,1         |  |
| Exprimés       | Exprimés                      | Exprimés       | 43 265       | 94,22        | 43 261      | 92,9        |  |

#### Troisième circonscription (Orthez)
| Candidat       | Candidat                      | Parti          | Premier tour | Premier tour | Second tour | Second tour |  |
| Candidat       | Candidat                      | Parti          | Voix         | %            | Voix        | %           |  |
| -------------- | ----------------------------- | -------------- | ------------ | ------------ | ----------- | ----------- |  |
|                | Lucien Basse-Cathalinat       | CNIP (UPF)     | 19 969       | 38,86        | 26 850      | 48,76       |  |
|                | André Labarrère sortant réélu | PS (ADFP)      | 19 023       | 37,02        | 28 218      | 51,24       |  |
|                | Alexis Arette-Hourquet        | FN             | 4 507        | 8,77         |             |             |  |
|                | André Cazetien                | PCF            | 3 641        | 7,08         |             |             |  |
|                | Jean-Michel De Proyart        | GÉ (EÉ)        | 2 760        | 5,37         |             |             |  |
|                | Monique Dietz                 | LT-LNÉ         | 1 300        | 2,53         |             |             |  |
|                | Marie-Claude Kientz           | PLN            | 192          | 0,37         |             |             |  |
|                |                               |                |              |              |             |             |  |
| Inscrits       | Inscrits                      | Inscrits       | 75 674       | 100,00       | 75 670      | 100,00      |  |
| Abstentions    | Abstentions                   | Abstentions    | 20 794       | 27,48        | 17 407      | 23          |  |
| Votants        | Votants                       | Votants        | 54 880       | 72,52        | 58 263      | 77          |  |
| Blancs et nuls | Blancs et nuls                | Blancs et nuls | 3 488        | 6,36         | 3 195       | 5,48        |  |
| Exprimés       | Exprimés                      | Exprimés       | 51 392       | 93,64        | 55 068      | 94,52       |  |

#### Quatrième circonscription (Oloron-Sainte-Marie)
|                | Michel Inchauspé sortant réélu | RPR (UPF)          | 27 356 | 50,32  |  |  |  |
|                | Pierre Bidart                  | PS (ADFP)          | 7 975  | 14,67  |  |  |  |
|                | Jean-Jacques Cazaurang         | CPNT               | 5 766  | 10,61  |  |  |  |
|                | Michel Martin                  | PCF                | 4 118  | 7,58   |  |  |  |
|                | Jacques Aurnague               | Régionaliste (EHB) | 3 049  | 5,61   |  |  |  |
|                | Thierry Labaquère              | FN                 | 2 551  | 4,69   |  |  |  |
|                | Daniel Langlatte               | Les Verts (EÉ)     | 2 372  | 4,36   |  |  |  |
|                | Patrice Véla                   | LT-LNÉ             | 983    | 1,81   |  |  |  |
|                | Pascal Halle                   | PLN                | 193    | 0,36   |  |  |  |
|                |                                |                    |        |        |  |  |  |
| Inscrits       | Inscrits                       | Inscrits           | 79 709 | 100,00 |  |  |  |
| Abstentions    | Abstentions                    | Abstentions        | 22 253 | 27,92  |  |  |  |
| Votants        | Votants                        | Votants            | 57 456 | 72,08  |  |  |  |
| Blancs et nuls | Blancs et nuls                 | Blancs et nuls     | 3 093  | 5,38   |  |  |  |
| Exprimés       | Exprimés                       | Exprimés           | 54 363 | 94,62  |  |  |  |

#### Cinquième circonscription (Bayonne)
| Candidat       | Candidat                       | Parti             | Premier tour | Premier tour | Second tour | Second tour |  |
| Candidat       | Candidat                       | Parti             | Voix         | %            | Voix        | %           |  |
| -------------- | ------------------------------ | ----------------- | ------------ | ------------ | ----------- | ----------- |  |
|                | Alain Lamassoure sortant réélu | UDF (PR)          | 21 528       | 47,02        | 26 452      | 59,63       |  |
|                | Nicole Péry                    | PS (ADFP)         | 9 757        | 21,31        | 17 908      | 40,37       |  |
|                | Henri Rupert                   | FN                | 3 732        | 8,15         |             |             |  |
|                | Joseph Lissar                  | Les Verts (EÉ)    | 3 324        | 7,26         |             |             |  |
|                | Gilbert Desez                  | PCF               | 3 232        | 7,06         |             |             |  |
|                | Michel Berger                  | Régionaliste (AB) | 1 356        | 2,96         |             |             |  |
|                | Marie-Antoinette Chenu         | LT-LNÉ            | 1 200        | 2,62         |             |             |  |
|                | Daniel Martet                  | LO                | 908          | 1,98         |             |             |  |
|                | Dominique Peillen              | Régionaliste      | 607          | 1,33         |             |             |  |
|                | George Beall                   | PLN               | 143          | 0,31         |             |             |  |
|                |                                |                   |              |              |             |             |  |
| Inscrits       | Inscrits                       | Inscrits          | 70 478       | 100,00       | 70 456      | 100,00      |  |
| Abstentions    | Abstentions                    | Abstentions       | 22 297       | 31,64        | 23 012      | 32,66       |  |
| Votants        | Votants                        | Votants           | 48 181       | 68,36        | 47 444      | 67,34       |  |
| Blancs et nuls | Blancs et nuls                 | Blancs et nuls    | 2 394        | 4,97         | 3 084       | 6,5         |  |
| Exprimés       | Exprimés                       | Exprimés          | 45 787       | 95,03        | 44 360      | 93,5        |  |

#### Sixième circonscription (Biarritz)
| Candidat       | Candidat                             | Parti             | Premier tour | Premier tour | Second tour | Second tour |  |
| Candidat       | Candidat                             | Parti             | Voix         | %            | Voix        | %           |  |
| -------------- | ------------------------------------ | ----------------- | ------------ | ------------ | ----------- | ----------- |  |
|                | Michèle Alliot-Marie sortante réélue | RPR (UPF)         | 21 753       | 43,27        | 30 587      | 64,54       |  |
|                | Raphaël Lassallette                  | PS (ADFP)         | 7 797        | 15,51        | 16 803      | 35,46       |  |
|                | Paul Badiola                         | diss. UDF         | 5 990        | 11,92        |             |             |  |
|                | Ferdinand Ginoux                     | FN                | 3 647        | 7,25         |             |             |  |
|                | Michel Veunac                        | GÉ (EÉ)           | 3 179        | 6,32         |             |             |  |
|                | Richard Irazusta                     | Régionaliste (AB) | 2 528        | 5,03         |             |             |  |
|                | Marie-Carmen Ponce                   | PCF               | 2 277        | 4,53         |             |             |  |
|                | Carole Flamant                       | LT-LNÉ            | 1 315        | 2,62         |             |             |  |
|                | André Gaborieau                      | Divers            | 952          | 1,89         |             |             |  |
|                | Jean Pagola                          | Régionaliste      | 833          | 1,66         |             |             |  |
|                |                                      |                   |              |              |             |             |  |
| Inscrits       | Inscrits                             | Inscrits          | 76 463       | 100,00       | 76 463      | 100,00      |  |
| Abstentions    | Abstentions                          | Abstentions       | 23 930       | 31,3         | 25 278      | 33,06       |  |
| Votants        | Votants                              | Votants           | 52 533       | 68,7         | 51 185      | 66,94       |  |
| Blancs et nuls | Blancs et nuls                       | Blancs et nuls    | 2 262        | 4,31         | 3 795       | 7,41        |  |
| Exprimés       | Exprimés                             | Exprimés          | 50 271       | 95,69        | 47 390      | 92,59       |  |